# 崛起 (歌曲)
《崛起》（英語："Rise"）是美国歌手凯蒂·佩芮的单曲。她与沙凡·科提查共同写作此曲，其制作人为馬克斯·馬丁和阿里·巴亚米。国会唱片将其作为独立单曲并在2016年7月14日首发。《崛起》是一首中速的电子歌曲，是关于胜利的抒情主题并在自己面前崛起。在隔一天发布奥林匹克主题推广录影带之后，官方音乐录影带在2016年8月4日首发。
在商业表现上，这首歌在澳大利亚的榜单上排榜首，在法国和苏格兰的榜单排頭五，在匈牙利和卢森堡的榜单排頭十，在阿根廷，加拿大，黎巴嫩，瑞士和美国的榜单排頭二十，还有在奥地利，纽西兰和英国的榜单排頭三十。

## 背景和发布
NBC體育宣布会将《崛起》在2016年夏季奥运会的美国新闻报道上播放而突显其特色。佩芮表示说这张单曲是：「这首歌已经在我身体里酝酿了好几年，而终于浮出水面了」，佩芮之所以選擇單獨發行該曲，而不把它收入專輯，「是因為現在比以往更重要，我們的世界必須團結起來。」她还说：

我真的想不到比奥运运动员更好的例子了，因为他们将自己的强项和不惧聚集在里约，而提醒我们全部可以聚集在一起，让决心去让我们做最棒的自己。我希望这首歌可以启发我们一起去和解，团结和崛起。我很荣幸NBC奥林匹克选择《崛起》作为主题曲，播放在里约奥运的开幕式和比赛期间。

NBC認為這首歌的勵志主題「直接傳播了奧林匹克及其運動員精神的信息」。这首歌作为单曲在2016年7月14日发布，其串流于Apple Music和可在iTunes下载。

## 创作
凯蒂与沙凡·科提查共同寫作此曲，其製作人為馬克斯·馬丁和阿里·巴亞米。《崛起》是一首关于胜利和不受对手影响的中速电子歌曲。《大西洋》作家索菲·吉爾伯特写这首歌是：「一个关于决心的无力主题曲，用了一些回声机器和用一些具有侵略性的隐喻，去引起像凱妮絲·艾佛汀，马娅·安杰卢和耶稣类似各种各样的偶像。」《纽约时报》的贝尼·拉特利夫称它为一首「缓步的」歌曲。在《娱乐周刊》的一则评论中，凯文·唐奈称这首歌是「开始是徘徊气氛和小调的频率合成，直到一首强大的副歌迸发了。」
这首歌共长3分23秒钟。它用了降E小调和以每一分钟110.5的拍子的同一时间节奏，凯蒂在这首歌的声音跨度是从C♯4到E♭5。

## 单曲列表
- 数字下载[13]

1. "Rise" – 3:23

- 数字下载 （混音版）[15]

1. "Rise" (Purity Ring Remix) – 3:32
2. "Rise" (Monsieur Adi Radio Edit) – 4:01
3. "Rise" (TĀLĀ Remix) – 3:18

## 榜单
| 榜单（2016年）                               | 最高 排位 |
| -------------------------------------------- | --------- |
| 阿根廷（拉美監控）                           | 11        |
| 澳大利亚（澳大利亚唱片业协会單曲榜）         | 1         |
| 奥地利（Ö3四十强单曲榜）                     | 23        |
| 比利时佛兰德（Ultratip榜外單曲榜）           | 2         |
| 比利时瓦隆（Ultratip榜外單曲榜）             | 12        |
| 加拿大（Canadian Hot 100）                   | 13        |
| 加拿大（《告示牌》Canada AC）                | 15        |
| 加拿大（《告示牌》Canada CHR）               | 37        |
| 加拿大（《告示牌》Canada Hot AC）            | 18        |
| 独联体（Tophit独联体电台榜）                 | 198       |
| 捷克（電台百強單曲榜）                       | 7         |
| 捷克（百強數位單曲榜）                       | 46        |
| 欧洲（《告示牌》Euro Digital Songs）         | 8         |
| 芬蘭（芬兰官方下载榜）                       | 1         |
| 法国（法國唱片出版業公會單曲榜）             | 3         |
| 德国（德國官方單曲榜）                       | 39        |
| 匈牙利（四十强电台榜）                       | 21        |
| 匈牙利（四十強單曲榜）                       | 8         |
| 愛爾蘭（愛爾蘭唱片音樂協會单曲榜）           | 56        |
| 意大利（意大利音乐产业联盟单曲榜）           | 51        |
| 卢森堡（《告示牌》Luxembourg Digital Songs） | 7         |
| 荷兰（荷蘭四十強單曲榜）                     | 34        |
| 荷兰（百强单曲榜）                           | 95        |
| 新西兰（新西兰唱片音乐协会单曲榜）           | 26        |
| 葡萄牙（葡萄牙唱片業協會单曲榜）             | 84        |
| 蘇格蘭（官方榜单公司單曲榜）                 | 3         |
| 斯洛伐克（電台百強單曲榜）                   | 41        |
| 斯洛伐克（百強數位單曲榜）                   | 46        |
| 斯洛文尼亚（斯洛文尼亚五十大单曲榜）         | 47        |
| 西班牙（西班牙音樂製作協會）                 | 8         |
| 瑞典（瑞典最热榜Heatseeker）                 | 11        |
| 瑞士（瑞士热门音乐榜）                       | 15        |
| 英國（官方榜单公司單曲榜）                   | 25        |
| 美国（《告示牌》百大單曲榜）                 | 11        |
| 美國（《告示牌》成人當代單曲榜）             | 12        |
| 美國（《告示牌》Adult Pop Airplay）          | 12        |
| 美國（《告示牌》Dance Club Songs）           | 1         |
| 美國（《告示牌》Pop Airplay）                | 23        |

| 榜单（2016年）                       | 排位 |
| ------------------------------------ | ---- |
| 匈牙利（四十强单曲榜）               | 78   |
| 美国（《公告牌》Adult Contemporary） | 39   |
| 美国（《公告牌》Dance Club Songs）   | 45   |

## 銷售認證
| 地區                           | 认证 | 认证单位/销量 |
| ------------------------------ | ---- | ------------- |
| 澳大利亚（澳大利亚唱片业协会） | 白金 | 70,000‡       |
| 巴西（巴西唱片業協會）         | 白金 | 60,000‡       |
| 意大利（意大利音乐产业联盟）   | 金   | 25,000‡       |
| 挪威（國際唱片業協會挪威分会） | 金   | 30,000‡       |
| 美国（美國唱片業協會）         | 白金 | 1,000,000‡    |
| ‡僅含認證的+實際銷量           |      |               |

## 發行歷史
| 国家   | 日期          | 形式          | 唱片公司 | 参考         |
| ------ | ------------- | ------------- | -------- | ------------ |
| 全球   | 2016年7月14日 | 數位下載 串流 | 国会     | [ 4 ] [ 13 ] |
| 意大利 | 2016年7月15日 | 当代流行电台  | 环球音乐 | [ 62 ]       |
| 美国   | 2016年7月18日 | 成人當代音樂  | 国会     | [ 63 ]       |
| 美国   | 2016年7月19日 | 现代流行电台  | 国会     | [ 64 ]       |